# Michael DeLorenzo

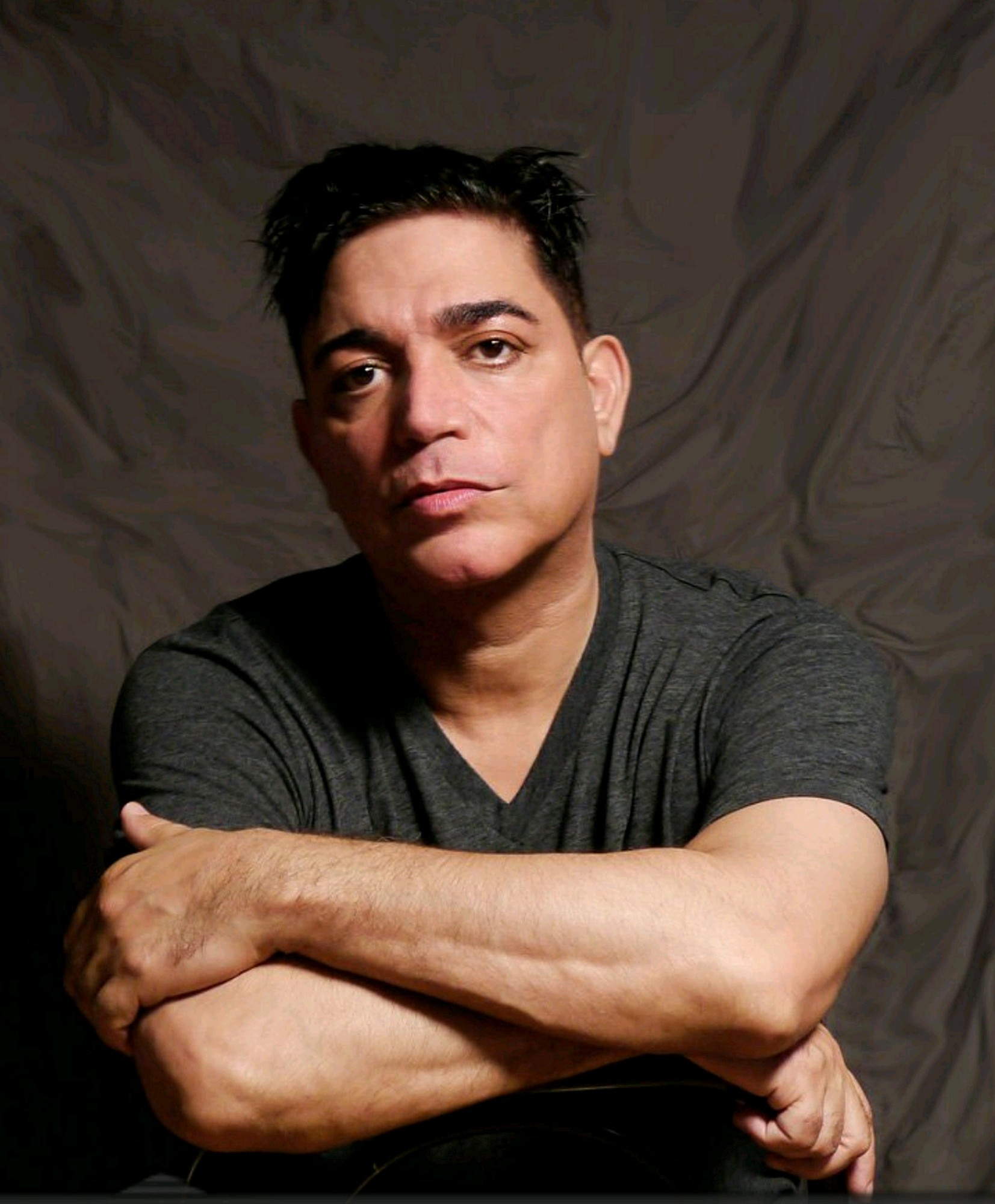
Michael DeLorenzo

Michael DeLorenzo (* 31. Oktober 1959 in New York City, New York) ist ein US-amerikanischer Schauspieler.

## Leben
Michael DeLorenzo hat einen italienischstämmigen Vater, seine Mutter kommt aus Puerto Rico. Er wurde als zweites Kind geboren und hat drei Geschwister.
Schon als Kind hatte DeLorenzo Tanzunterricht und stand auf verschiedenen Bühnen. Außerdem hat er bei verschiedenen Videoclips getanzt, unter anderem bei Michael Jacksons Beat it und Thriller.
Dazwischen hatte er schon Rollen als Schauspieler, seine erste 1978 in Crazed. 1980 spielte er eine kleine Rolle in Fame – Der Weg zum Ruhm. In der dazugehörigen Fernsehserie Fame – Der Weg zum Ruhm verkörperte er von 1982 bis 1987 Michael.
1992 spielte er das Mordopfer in Eine Frage der Ehre. In der von Dick Wolf produzierten Serie New York Undercover hatte er von 1994 bis 1997 eine Hauptrolle. Zwischen seinen Gastauftritten in verschiedenen Fernsehserien, hat DeLorenzo auch immer wieder Rollen in Filmen.
DeLorenzo arbeitet auch als Regisseur, bisher bei zwei Folgen der Fernsehserie Resurrection Blvd. und dem Film One, Two, Many.

## Filmografie (Auswahl)
- 1978: Crazed
- 1980: Fame – Der Weg zum Ruhm (Fame)
- 1982–1987: Fame – Der Weg zum Ruhm (Fame, Fernsehserie, 61 Folgen)
- 1985: Miami Vice (Fernsehserie, Folgen 1x22, 2x06)
- 1985: Fast forward – sie kannten nur ein Ziel (Fast Forward)
- 1987: Fatal Beauty
- 1987: Crime Story (Fernsehserie, Folge 2x08)
- 1988: Der Couch-Trip (The Couch-Trip)
- 1988: College Fieber (A Different World, Fernsehserie, Folge 2x06)
- 1988: Platoon Leader – Der Krieg kennt keine Helden (Platoon Leader)
- 1989–1991: Head of the Class (Fernsehserie, 48 Folgen)
- 1990: Cold Dog – Zur Hölle mit den Himmelhunden (Cold Dog Soup)
- 1992: Eine Frage der Ehre (A Few Good Men)
- 1993: Überleben! (Alive)
- 1993: Die Abenteuer des Brisco County jr. (The Adventure of Brisco County jr., Fernsehserie, Folge 1x04)
- 1993: Judgment Night – Zum Töten verurteilt (Judgement Night)
- 1994: Liebe bis zum Tod (Somebody to Love)
- 1994–1997: New York Undercover (Fernsehserie, 76 Folgen)
- 1995: Meine Familie (My Family)
- 1998: Phantoms
- 2000–2002: Resurrection Blvd. (Fernsehserie, 47 Folgen)
- 2000: Ein Herz und eine Kanone (Gun Shy)
- 2004: In Your Eyes
- 2005: Crossing Jordan – Pathologin mit Profil (Crossing Jordan, Fernsehserie, Folge 4x10)
- 2006: CSI: NY (Fernsehserie, Folge 2x16)
- 2006: Nice Guys
- 2007: Numbers – Die Logik des Verbrechens (NUMB3RS, Fernsehserie, Folge 3x17)
- 2007: Ghost Whisperer – Stimmen aus dem Jenseits (Ghost Whisperer, Fernsehserie, Folge 3x03)
- 2008: CSI: Miami (Fernsehserie, Folge 6x18)
- 2009: Not Forgotten – Du sollst nicht vergessen (Not Forgotten)
- 2009: La Linea – The Line (La Linea)
- 2012: 186 Dollars to Freedom
- 2013: The Employer
- 2016: Blue Bloods – Crime Scene New York (Blue Bloods, Fernsehserie, Folge 7x03)
- 2017: The Babymoon
- 2017: When We Rise (Mini-Serie, Teil 1)
- 2018: Johnny Gruesome
- 2020: Be the Light
- 2022: S.W.A.T. (Fernsehserie, Folge 6x08)